# ريتشارد بوث
ريتشارد بوث (بالإنجليزية: Richard Booth)‏ هو بائع كتب وسياسي بريطاني، ولد في 12 سبتمبر 1938 في المملكة المتحدة.